# Clark City (Missouri)
Clark City é uma cidade não incorporada no Condado de Clark, no estado americano do Missouri.

## História
Clark City foi incorporadora em 1868. Uma estação de correios chamada Clark City foi fundada em 1870 e permaneceu em operação até 1903.